# Gustav Rebmann (Politiker)

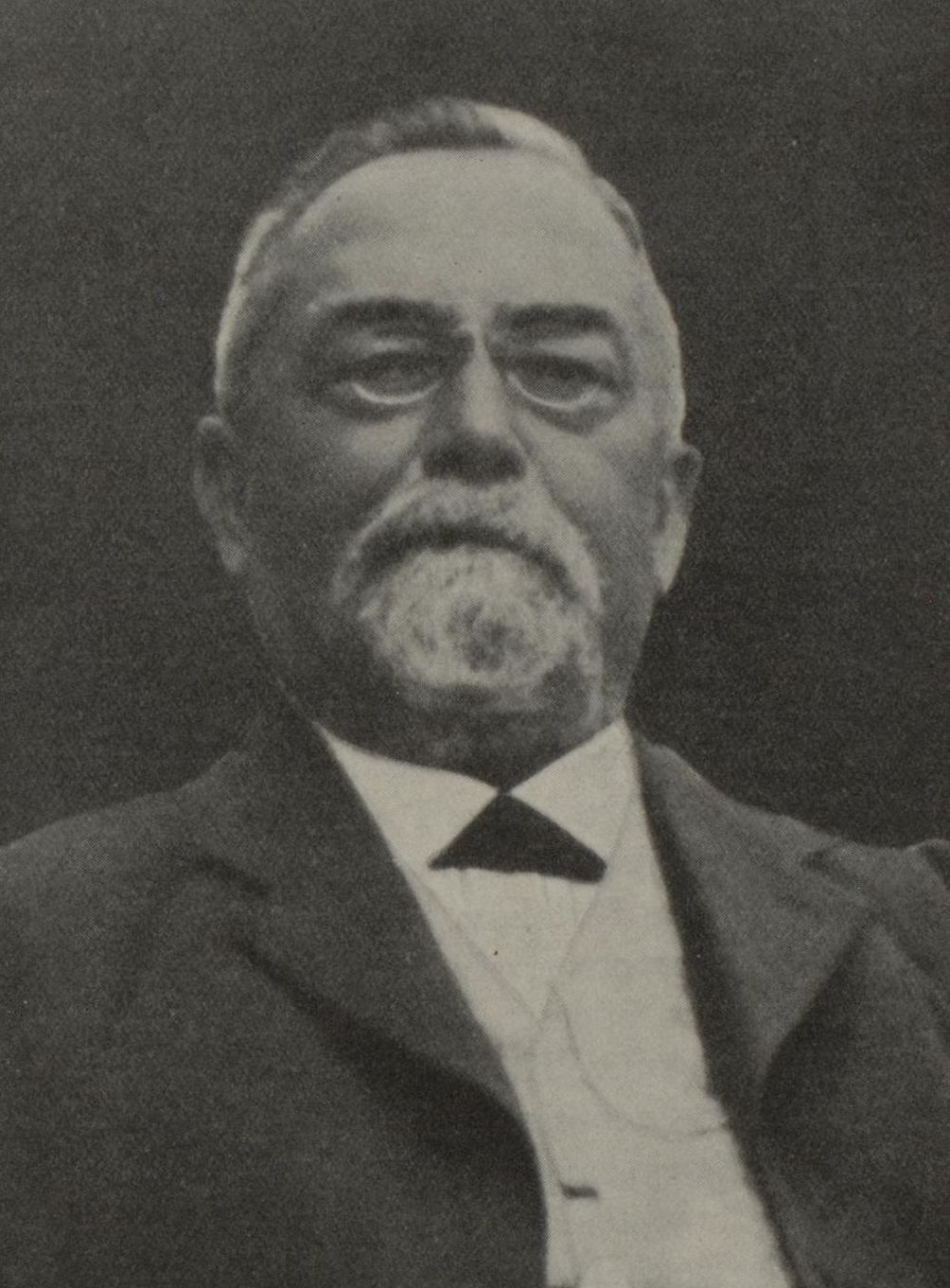
Gustav Rebmann

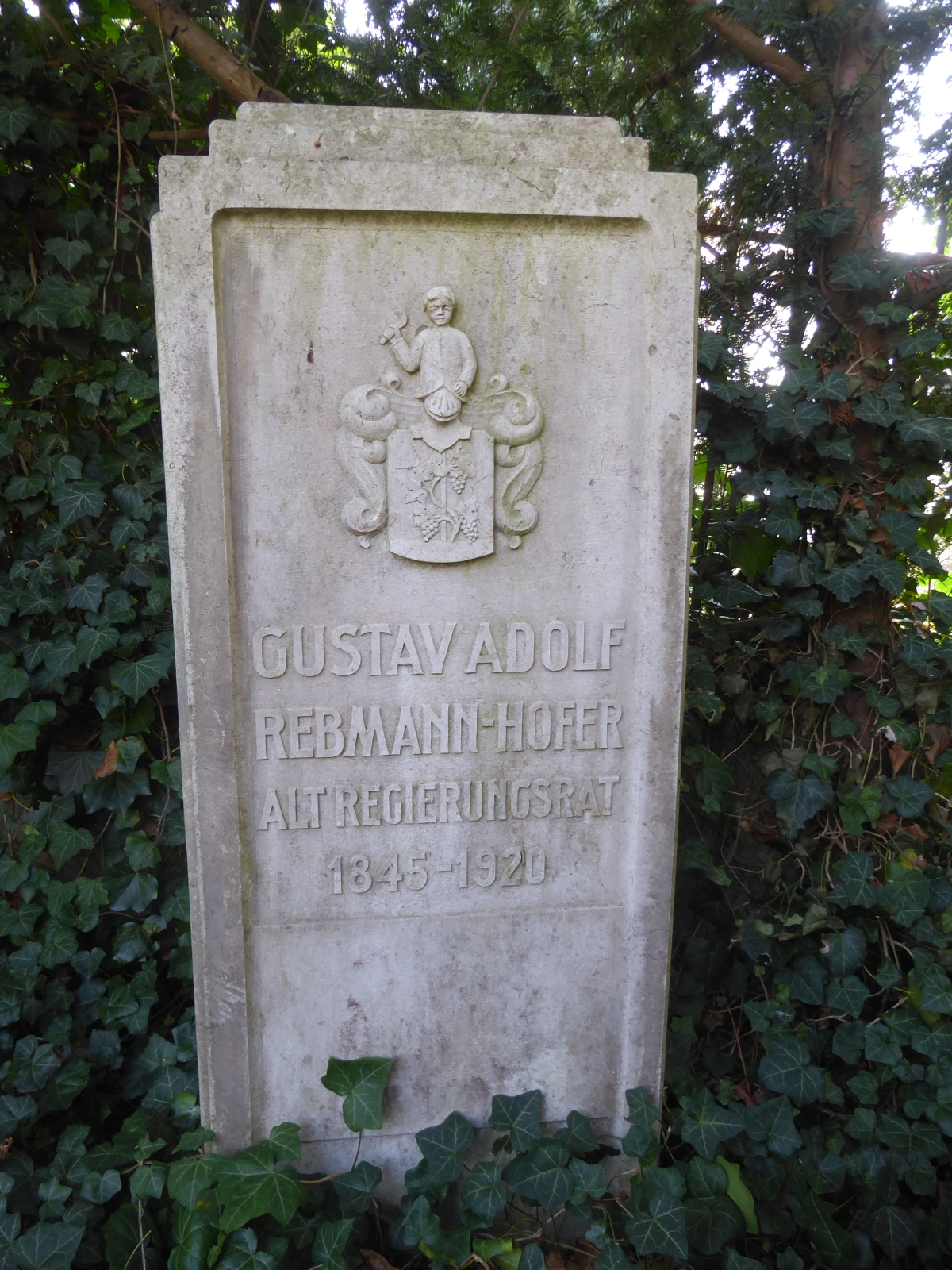
Grabstein von Gustav Rebmann Friedhof Liestal

Gustav Adolf Rebmann (* 15. August 1845 in Pratteln; † 7. August 1920 in Liestal) war ein Schweizer Politiker.

## Leben
Rebmann absolvierte in Basel das Gymnasium und anschliessend ein Rechtsstudium in Basel, Göttingen und Heidelberg. Im Jahr 1869 war er Landrat des Kantons Basel-Landschaft, von 1869 bis 1872 war er Kriminalrichter, von 1872 bis 1875 Landschreiber und von 1876 bis 1914 Regierungsrat mit dem Amt Inneres.
In seine Amtszeit fiel das Gesetz zur Organisation und Verwaltung der Gemeinden von 1881. Von 1887 bis 1888 und von 1891 bis 1892 war Rebmann zudem Verfassungsrat. Von 1872 bis 1878 und ab 1914 war er Verwaltungsrat der Basellandschaftlichen Kantonalbank, in der zweiten Amtsperiode auch Direktionsmitglied. Von 1889 bis 1902 war er Verwaltungsrat der Schweizerischen Centralbahn, ab 1903 der SBB.